# Dox
Jean Verdi Salomon Razakandrainy alias Dox (Manankavaly, 13 de enero de 1913–Antananarivo, 14 de junio de 1978) fue un escritor, traductor y pintor malgache. Prolífico y precoz autor, comenzó publicando en revistas y se cree que muchos de sus escritos son aún inéditos.

## Biografía
Su padre era médico, creció en Antsirabe y estudió en el Collège Paul Minault de Antananarivo, donde beneficiado de una gran formación artística, descubrió a los autores clásicos franceses y comenzó a escribir.
Abandonó la carrera de medicina y se interesó primero por la pintura y por la música más tarde. Estudió bellas artes en la École des Beaux-Arts d'Antananarivo. Fundó en 1952 la Union des Poètes et Écrivains Malgaches (UPEM)
Vivió en el campo un tiempo hasta que su esposa murió en 1954 tras fallecer dos de sus hijos y su padre y regresó a Antananarivo donde decidió vivir de su pluma.

## Obra
- Ny Hirako (1940)
- Izy mirahavavy ((1946)
- Hira va ? (1948 )
- Solemita (1949)
- Rakimalala  (1955)
- Iarivo (1956)
- Voninkazon’ny tanteraka (1956)
- Ny fitiavany (1957)
- Apokalipsy (1957)
- Esterax (1958)
- Mavo handray fanjakana (1958)
- Ombalahy savika ombalahy (1958).
- Izy mirahalahy  (1958)
- Fahatsiarovan-tena (1958)
- Chants capricorniens (1971)